# Šujica (rzeka)
Šujica (także Šuica) – rzeka (ponornica) w Bośni i Hercegowinie. Jej długość wynosi 48,5 km.

## Opis
Jest rzeką południowo-zachodniej Bośni. Leży nad nią wieś Šuica.
Swe źródła (Veliki i Mali Stržanj) ma na południe od Kupreškiego polja. Powierzchnia jej dorzecza wynosi 730 km². Przepływa przez Šujičkie i Duvanjskie polje, pod ziemię wpływając w jego południowo-zachodniej części. Następnie jej wody kierują się w stronę jeziora Buško.